# João Victorino de Sousa e Albuquerque
João Victorino de Sousa e Albuquerque (Viseu, 5 de Outubro de 1767 – Viseu, 9 de Janeiro de 1854) foi chefe político dos liberais da Beira Alta, deputado às Cortes Constituintes, onde desenvolveu notável trabalho parlamentar, governador civil e Presidente da primeira Câmara Municipal de Viseu após a revolução liberal.

## Biografia

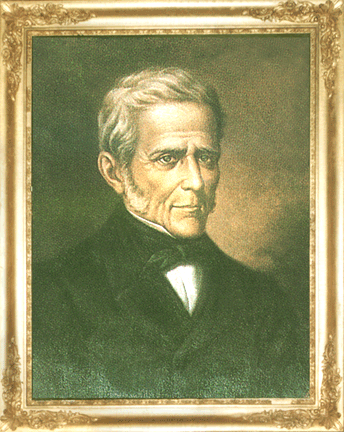
João Victorino de Sousa e Albuquerque (cópia da pintura de Almeida e Silva existente na Câmara Municipal de Viseu).

Numa Pompílio, no seu livro Filhos Ilustres de Viseu (1937), diz do Dr. João Victorino de Sousa e Albuquerque: «Era das pessoas mais notáveis do seu tempo, tendo sido solicitado várias vezes para Ministro, mas não aceitando. Médico distintíssimo, muito culto e versado em línguas». Pinho Leal, no seu Portugal Antigo e Moderno, quando fala de Viseu, acrescenta sobre ele: «Aos vastos conhecimentos teóricos e practicos da sua profissão, reunia outros muitos de sciencias políticas, económicas, etc., como provam os diários das câmaras legislativas, de que foi membro. Também conhecia e cultivava as bellas-letras, nomeadamente a poesia». Silva Gaio, no seu romance «Mário», também se refere a este «nobre médico de Viseu» da forma mais elogiosa. Havia em Viseu uma rua com o seu nome. Na Câmara Municipal existe um quadro seu, da autoria do consagrado pintor visiense Almeida e Silva.
O Dr. João Victorino de Sousa e Albuquerque nasceu na rua Direita, em Viseu, na Casa do Arco (distinta da casa do mesmo que existe nesta cidade e é mais conhecida), onde viveu, sendo irmão mais novo do Dr. Manuel de Albuquerque de Sousa do Amaral, abade de Torredeita, ambos filhos de Paulo José de Sousa Cardoso do Amaral, escrivão e tabelião (proprietário) do Juízo de Direito da comarca de Viseu, e de sua mulher D. Mariana Angélica da Cunha e Albuquerque, senhora da dita Casa do Arco e da quinta de Alter, em Vildemoinhos, de uma família de antigas raízes visienses, descendente dos Albuquerque da Ínsua.
Andou matriculado na Universidade de Coimbra em Filosofia (1794-1796) e em Medicina (1795), licenciando-se neste último curso a 25 de Outubro de 1800 e doutorando-se em 1802. Foi depois cirurgião do Exército e médico de Partido de Sua Majestade em Viseu. Não seriam ainda muito notórias as ideias liberais do Dr. João Victorino de Sousa e Albuquerque quando casou em Roma, com registo na Sé de Viseu de 5 de Março de 1810, com D. Maria do Carmo de Melo Mesquita de Lemos e Sousa de Menezes e Noronha, da Casa de São Miguel, de uma das mais tradicionais famílias visienses, irmã de Bento José Cardoso de Lemos e Menezes, que viria a ser o último capitão-mor de Viseu e chefe dos miguelistas locais, e de António Cardoso de Mesquita de Melo de Lemos e Menezes de Noronha, que tinha sido também capitão-mor de Viseu (18 de Abril de 1803, sucedendo ao pai), e morrera aos 28 anos, em Dezembro 1808, na defesa da cidade contra as invasões e desmandos franceses.
Em 1820, com a revolução liberal, já o Dr. João Victorino de Souza e Albuquerque pontificava em Viseu, as suas ideias e probidade eram conhecidas e granjeara enorme prestígio. Logo após a revolução, foi presidente da comissão administrativa da Câmara Municipal, sendo de seguida eleito deputado às Cortes por Viseu, quer às Constituintes de 1821 e 1837, quer em legislaturas ordinárias de 1821 pelo menos até 1842, onde desenvolveu notável trabalho parlamentar. Também aparece como João Victorino de Albuquerque ou João Victorino de Sousa e muitas vezes (nomeadamente no diário das Cortes) apenas como João Victorino, nomes próprios porque ficou bem conhecido e admirado na política nacional da primeira metade do século XIX. Chefe político dos liberais da Beira Alta, foi ainda, brevemente, governador civil de Viseu.
O Dr. João Victorino de Sousa e Albuquerque e D. Maria do Carmo de Melo Mesquita de Lemos e Sousa de Menezes e Noronha tiveram 8 filhos, entre eles o Dr. Paulo Emílio de Sousa de Lemos e Menezes, advogado, jornalista e governador civil de Viseu, também ilustre visiense, e D. Maria Efigénia de Sousa de Lemos e Menezes de Noronha, que casou com o Dr. Silvério Augusto de Abranches Coelho e Moura, outro ilustre visiense que em boa parte sucedeu ao sogro como chefe político dos liberais da cidade.